# Arbeiderssport in Duitsland
De Arbeiderssport in Duitsland was een georganiseerde sport die ontstond aan het einde van de negentiende eeuw. Sporters die voortkwamen uit de arbeidersbeweging en die zich niet thuis voelden bij de Deutsche Turnerschaft (DT) sloten zich hierbij aan. Na de opheffing van de socialistenwet (1890) werd op 2 mei 1893 in Gera een eigen overkoepelende organisatie opgericht, de Arbeiter-Turnerbund (ATB), door het opkomende belang van het voetbal en andere sporten werd dit in 1919 de ATSB.

## Voetbal
De ATSB organiseerde ten tijde van de Weimarrepubliek zelf regionale en nationale kampioenschappen. Vanaf 1924 was er ook een ATSB-elftal (de term nationaal elftal of rijkselftal mocht niet gebruikt worden). In seizoen 1919/20 namen al 3581 teams deel aan de competities. Het arbeidersvoetbal stond in groot contrast met het burgervoetbal. Toen Erwin Seeler, de vader van Uwe Seeler in 1932 de overstap maakte van arbeidersclub SC Lorbeer 06 naar Victoria Hamburg om daar geld te verdienen, werd hij door alle aanhangers van de ATSB gezien als een verrader. 

### Finales eindronde
ATSB-Bondeskampioenschap
- 1920 TSV Fürth – TuS Süden Forst 3:2 (5.000 toeschouwers)
- 1921 VfL Leipzig-Stötteritz (TSV Vorwärts Leipzig-Süd) – Nordiska Berlin 3:0 (5.000 t.)
- 1922 VfL Leipzig-Stötteritz – BV 06 Cassel 4:1 (60.000 t.?)
- 1923 VfL Leipzig-Stötteritz – Allemannia 22 Berlin 1:0, protestbedingtes Wiederholungsspiel 3:2 (8.000 t.)
- 1924 Dresdner SV 10 – SV Stern Breslau 6:1 (9.000 t.)
- 1925 Dresdner SV 10 – SV Stralau Berlin 7:0 (9.000 t.)
- 1926 Dresdner SV 10 – TuS Süden Forst 5:1 (12.000 t.)
- 1927 Dresdner SV 10 – TuS Nürnberg-West 4:1 (10.000 t.)
- 1928 SC Adler Pankow – ASV Frankfurt Westend 5:4 (12.000 t.)
- 1929 SC Lorbeer 06 Rothenburgsort – FT Döbern 5:4 (15.000 t.)
- 1930 TuS Nürnberg-Ost – Bahrenfelder SV 19 6:1 (18.000 t.)
- 1931 SC Lorbeer 06 Rothenburgsort – SpVgg. 12 Pegau 4:2 (14.000 t.)
- 1932 TuS Nürnberg-Ost – FT Cottbus 93 4:1 (7.400 t.)
- 1933 eindronde niet gespeeld

Finales „Kampfgemeinschaft für Rote Sporteinheit“ (KG, Rotsport)
- 1931 Dresdner SV 10 – Sparta 11 Berlin 3:2
- 1932 Dresdner SV 10 – Sparta 11 Berlin 3:2